# Маевская волость
Маевская волость — административно-территориальная единица 3-го уровня и муниципальное образование со статусом сельского поселения в Новосокольническом районе Псковской области России.
Административный центр — деревня Маево.

## География
Территория волости граничит на северо-западе с Вязовской, на севере и востоке — с Насвинской, на востоке и юго-востоке — с Пригородной волостями Новосокольнического района, на западе — с Пустошкинским районом, на юге — с Невельским районом Псковской области.
На территории волости расположены озёра: Смёртное (1,6 км², глубиной до 4,6 м), Удрай или Удрай Большой (1,5 км², глубиной до 8,6 м), Спастер (1,3 км², глубиной до 10 м) и др.

## Население
| 2002  | 2010  | 2012  | 2013  | 2014  | 2015 | 2016  |
| ----- | ----- | ----- | ----- | ----- | ---- | ----- |
| 1414  | ↘695  | ↗700  | ↘689  | ↘688  | ↘656 | ↗1205 |
| 2017  | 2018  | 2019  | 2020  | 2021  |      |       |
| ↘1141 | ↘1108 | ↘1075 | ↘1051 | ↘1020 |      |       |

Суммарная численность населения Маевской волости и присоединённой к ней Руновской волости, по состоянию на 1 января 2015 года составляет 1225 человек.

## Населённые пункты
В состав Маевской волости по состоянию на 3 октября 2019 года входят 80 населённых пунктов (деревень):
| №  | Населённый пункт | Тип населённого пункта | Население |
| -- | ---------------- | ---------------------- | --------- |
| 1  | Аксюхново        | деревня                | →7        |
| 2  | Алё              | деревня                | ↘10       |
| 3  | Алешково         | деревня                | →0        |
| 4  | Андронково       | деревня                | ↘2        |
| 5  | Антропково       | деревня                | ↘56       |
| 6  | Анушково         | деревня                | ↘0        |
| 7  | Бабино           | деревня                | →8        |
| 8  | Бабки            | деревня                | ↘3        |
| 9  | Батово           | деревня                | ↘5        |
| 10 | Белочево         | деревня                | →0        |
| 11 | Ближнее Бурцево  | деревня                | ↘0        |
| 12 | Борисово         | деревня                | ↘0        |
| 13 | Борисово         | деревня                | ↘24       |
| 14 | Борщево          | деревня                | →0        |
| 15 | Буровец          | деревня                | ↘1        |
| 16 | Бычки            | деревня                | →0        |
| 17 | Виноходцево      | деревня                | ↘5        |
| 18 | Воротково        | деревня                | ↘34       |
| 19 | Вырино           | деревня                | ↘6        |
| 20 | Гришино          | деревня                | ↗10       |
| 21 | Дворец           | деревня                | →3        |
| 22 | Дворяниново      | деревня                | →0        |
| 23 | Дмитровичи       | деревня                | ↘22       |
| 24 | Еремейцево       | деревня                | ↘0        |
| 25 | Жогово           | деревня                | ↘4        |
| 26 | Жуково           | деревня                | ↘2        |
| 27 | Жуково           | деревня                | ↘13       |
| 28 | Заболотье        | деревня                | ↘3        |
| 29 | Зубатово         | деревня                | ↘37       |
| 30 | Исаково          | деревня                | ↗42       |
| 31 | Касьяниха        | деревня                | ↘3        |
| 32 | Клевцово         | деревня                | ↘9        |
| 33 | Клочнево         | деревня                | ↘1        |
| 34 | Кожемяки         | деревня                | ↘0        |
| 35 | Козлово          | деревня                | ↘6        |
| 36 | Копытово         | деревня                | ↘6        |
| 37 | Кривандино       | деревня                | ↘2        |
| 38 | Кулаково         | деревня                | ↘0        |
| 39 | Курилково        | деревня                | →0        |
| 40 | Курохново        | деревня                | ↘0        |
| 41 | Курочкино        | деревня                | ↘20       |
| 42 | Ласичино         | деревня                | →4        |
| 43 | Лядово           | деревня                | ↘3        |
| 44 | Маево            | деревня                | ↘314      |
| 45 | Макарово         | деревня                | ↘2        |
| 46 | Максимово        | деревня                | ↗32       |
| 47 | Михали           | деревня                | →0        |
| 48 | Михальцево       | деревня                | →3        |
| 49 | Мокрыши          | деревня                | ↘4        |
| 50 | Машарино         | деревня                | ↘9        |
| 51 | Новое            | деревня                | ↘31       |
| 52 | Новоселье        | деревня                | ↘0        |
| 53 | Овсяниково       | деревня                | ↘6        |
| 54 | Островки         | деревня                | ↘111      |
| 55 | Паколово         | деревня                | ↗20       |
| 56 | Полочаново       | деревня                | ↘1        |
| 57 | Путилово         | деревня                | ↘7        |
| 58 | Пятчино          | деревня                | ↘2        |
| 59 | Работино         | деревня                | ↘5        |
| 60 | Рогачево         | деревня                | ↘0        |
| 61 | Руново           | деревня                | →193      |
| 62 | Сатонкино        | деревня                | ↘11       |
| 63 | Севостьяново     | деревня                | ↗12       |
| 64 | Сеньково         | деревня                | ↘13       |
| 65 | Сергино          | деревня                | →0        |
| 66 | Синичино         | деревня                | ↘5        |
| 67 | Скороты          | деревня                | ↘0        |
| 68 | Спастер          | деревня                | ↘46       |
| 69 | Станьково        | деревня                | ↘38       |
| 70 | Старышкино       | деревня                | →0        |
| 71 | Сушино           | деревня                | ↘19       |
| 72 | Терешково        | деревня                | →0        |
| 73 | Тириново         | деревня                | ↘11       |
| 74 | Ульянцево        | деревня                | ↘30       |
| 75 | Усадище          | деревня                | ↘16       |
| 76 | Хряни            | деревня                | ↘38       |
| 77 | Черничено        | деревня                | ↗5        |
| 78 | Чурилово         | деревня                | ↘7        |
| 79 | Шманы            | деревня                | ↗8        |
| 80 | Шухово           | деревня                | ↘5        |

3 октября 2019 года деревни Жданово, Кузнецы и Мишнево из Маевской волости были переданы в состав Пригородной волости.

### Упразднённые населённые пункты
Деревня Абово упразднена Законом Псковской области от 29 декабря 2014 года.

## История
Постановлением Псковского областного Собрания депутатов от 26 января 1995 года все сельсоветы в Псковской области были переименованы в волости, в том числе Маёвский сельсовет был превращён в Маёвскую волость.
Законом Псковской области от 28 февраля 2005 года в границах волости было также создано муниципальное образование Маевская волость со статусом сельского поселения с 1 января 2006 года в составе муниципального образования Новосокольнический район со статусом муниципального района.
С января 2006 до апреля 2015 года в состав волости входили 43 деревни: Абово, Аксюхново, Антропково, Анушково, Алё, Батово, Борисово, Бабино, Борщево, Бычки, Воротково, Еремейцево, Жданово, Жуково, Исаково, Маево, Максимово, Михальцево, Спастер, Синичино, Севастьяново, Усадище, Чурилово, Черничено, Алешково, Дворец, Клочнево, Копытово, Кузнецы, Кулаково, Курилково, Клевцово, Михали, Машарино, Новоселье, Путилово, Паколово, Станьково, Старышкино, Терешково, Мишнево, Андронково, Белочево.
Законом Псковской области от 30 марта 2015 года в состав Маевской волости 11 апреля 2015 года была включена упразднённая Руновская волость.